# فريدريك رينولدز
فريدريك رينولدز (بالإنجليزية: Frederick Reynolds)‏ (7 أغسطس 1833 في المملكة المتحدة - 18 أبريل 1915 في المملكة المتحدة) هو لاعب كريكت بريطاني (وحمل سابقاً جنسية المملكة المتحدة لبريطانيا العظمى وأيرلندا). لعب مع نادي مقاطعة لانكشر للكريكت ‏ وCambridge Town Club ‏.